# Routier
Routier é uma comuna francesa na região administrativa de Occitânia, no departamento de Aude. Estende-se por uma área de 11,27 km². Em 2010 a comuna tinha 248 habitantes (densidade: 22 hab./km²).